# 二次電子
二次電子（Secondary electrons），又称次级电子，是描述物體表面被一主要輻射照射後，發射出的低能量產物電子。该主要輻射可以是具有足夠能量的離子、電子或是光子。二次電子屬於二次發射的一種。

## 原理

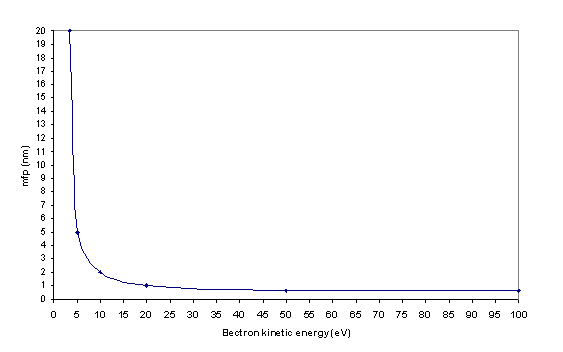
低能量電子的平均自由徑

電子在固體裡的非彈性平均自由徑（inelastic mean free path） 通常是具有普遍性，也就是說無關於甚麼材料。這個距離對金屬來說，通常是在幾奈米內；對絕緣體來說，在十幾奈米內，一般来说距离越小测量精度越高。而對低能量的電子（< 5eV）來說，則有更長的平均自由徑。

## 應用
二次電子的原理被應用在電子倍增管、光電倍增管、微通道板、法拉第杯與戴利偵測器等偵測元件，也用在掃描電子顯微鏡。